# Supercoppa di Polonia (pallacanestro)
La Supercoppa polacca di pallacanestro, (in polacco Superpuchar Polski w Koszykówce), è la competizione in cui si affrontano in gara i campioni di Polonia (cioè i vincitori della Polska Liga Koszykówki) e i vincitori della Coppa di Polonia.

## Albo d'oro
| Anno | Vincitore         | Finalista         | MVP                                          |
| ---- | ----------------- | ----------------- | -------------------------------------------- |
| 1999 | Śląsk Breslavia   | Znic Pruszków     |                                              |
| 2000 | Śląsk Breslavia   | Sopot             |                                              |
| 2001 | Sopot             | Śląsk Breslavia   |                                              |
| 2007 | Włocławek         | Sopot             |                                              |
| 2010 | Gdynia            | AZS Koszalin      |                                              |
| 2011 | Starogard Gdański | Gdynia            |                                              |
| 2012 | Trefl Sopot       | Gdynia            |                                              |
| 2013 | Trefl Sopot       | Zielona Góra      | Šarūnas Vasiliauskas, Trefl Sopot            |
| 2014 | Turów Zgorzelec   | Śląsk Breslavia   | Michał Chyliński, Turów Zgorzelec            |
| 2015 | Zielona Góra      | Rosa Radom        | Mateusz Ponitka, Stelmet Zielona Góra        |
| 2016 | Rosa Radom        | Zielona Góra      | Tyrone Brazelton, Rosa Radom                 |
| 2017 | Włocławek         | Zielona Góra      | Ivan Almeida, Anwil Włocławek                |
| 2018 | Pierniki Toruń    | Włocławek         | Karol Gruszecki, Twarde Pierniki Toruń       |
| 2019 | Włocławek         | Stal Ostrów Wiel. | Szymon Szewczyk, Anwil Włocławek             |
| 2020 | Zielona Góra      | Włocławek         | Łukasz Koszarek, Stelmet Zielona Góra        |
| 2021 | Zielona Góra      | Stal Ostrów Wiel. | Jarosław Zyskowski, Enea Zastal Zielona Góra |
| 2022 | Stal Ostrów Wiel. | Śląsk Breslavia   | Damian Kulig, BM Stal Ostrów Wielkopolski    |
| 2023 | W.M. Szczecin     | Trefl Sopot       | Kacper Borowski, Wilki Morskie Szczecin      |
| 2024 | Śląsk Breslavia   | W.M. Szczecin     | Reggie Lynch, Śląsk Wrocław                  |

## Vittorie per club
| Squadra           | Vittorie | Anni             |
| ----------------- | -------- | ---------------- |
| Włocławek         | 3        | 2007, 2017, 2019 |
| Zielona Góra      | 3        | 2015, 2020, 2021 |
| Śląsk Breslavia   | 3        | 1999, 2000, 2024 |
| Arka Gdynia       | 2        | 2001, 2010       |
| Trefl Sopot       | 2        | 2012, 2013       |
| Starogard Gdański | 1        | 2011             |
| Turów Zgorzelec   | 1        | 2014             |
| Rosa Radom        | 1        | 2016             |
| Pierniki Toruń    | 1        | 2018             |
| Stal Ostrów Wiel. | 1        | 2022             |
| W.M. Szczecin     | 1        | 2023             |

## Record
I giocatori che detengono il numero maggiore di edizioni vinte sono:
| Nome             | Club                                              | Vittorie | Anni             |
| ---------------- | ------------------------------------------------- | -------- | ---------------- |
| Szymon Szewczyk  | Zielona Góra (1) Włocławek (2)                    | 3        | 2015, 2017, 2019 |
| Łukasz Koszarek  | Włocławek (1) Zielona Góra (2)                    | 3        | 2007, 2015, 2020 |
| / David Brembly  | Trefl Sopot (2) Zielona Góra (1)                  | 3        | 2012, 2013, 2021 |
| Krzysztof Sulima | Pierniki Toruń (1) Włocławek (1) Zielona Góra (1) | 3        | 2018, 2019, 2021 |
| Marcel Ponitka   | Zielona Góra (2) Śląsk Breslavia (1)              | 3        | 2015, 2020, 2024 |

Gli allenatori che detengono il numero maggiore di edizioni vinte sono:
| Nome             | Club                                    | Vittorie | Anni       |
| ---------------- | --------------------------------------- | -------- | ---------- |
| Muli Katzurin    | Śląsk Breslavia (2)                     | 2        | 1999, 2000 |
| / Igor Miličić   | Włocławek (2)                           | 2        | 2017, 2019 |
| Miodrag Rajković | Turów Zgorzelec (1) Śląsk Breslavia (1) | 2        | 2014, 2024 |